# Enrique Bunbury
Enrique Ortiz de Landázuri Izardui (Zaragoza, 11 de agosto de 1967) mais conhecido como Enrique Bunbury, é um músico espanhol. Foi vocalista da banda Héroes del Silencio e depois começou sua carreira solo convertendo-se em uma importante figura no cenário musical espanhol e latino-americano. Em dezembro de 2006 a revista norte-americana Al Borde listou os "250 melhores álbuns de rock iberoamericano", figuraram nesta relação dois discos de Bunbury, Flamingos, na 81ª posição; e Pequeño Avalancha, na 154ª posição.[carece de fontes?] Sua canção "Entre dos Tierra" foi considerada pela revista digital Satélite Musical como a décima-nona melhor de todos os tempos do rock latino.[carece de fontes?]
Adotou o sobrenome artístico Bunbury baseando-se em um personagem da obra literária A importância de se chamar Ernesto (The Importance of Being Earnest), escrita por Oscar Wilde, como ele mesmo já confirmou em diversas entrevistas e no livro biográfico Lo demás es silencio, de Pep Blay.

## História

### Inícios
Seu primeiro contato com a música teve início aos doze anos, quando comprou sua primeira guitarra com cinco mil pesos que havia economizado. Começou a tocar em 1980 em um grupo da escola chamado Apocalipsis. Entre 1981 e 1983 tocou bateria, foi vocalista de uma banda chamada Rebel Waltz e já foi baixista no grupo Proceso Entrópico, nome inspirado nos feitos de resistência de um faquir que apareceu em um programa de televisão comendo cacos de vidro.

### Héroes del Silencio
Depois deixar o grupo Proceso Entrópico, Bunbury passou a ser vocalista de um grupo chamado Zumo de Vidrio que se converteu na semente o grupo que marcaria sua carreira, Héroes del Silencio. Nessa formação estavam Enrique e Juan Valdivia (Segovia, 3 de dezembro de 1965), que junto a Pedro Andreu criaram os primeiros Héroes del Silencio (1984).
Com o apoio de Cachi (DJ do grupo Radio Zaragoza) e do jornalista Matías Uribe (colunista musical do Heraldo de Aragón), Héroes del Silencio começou a ser conhecido pelo público. Em suas primeiras aparições conseguem o segundo lugar no concurso Pop Rock de Huesca, logo atrás dos experientes Proscritos, grupo que seguia a linha de outros com mais difusão, como La Frontera. Um show oferecido em 1987 na casa de shows En Bruto - no qual conseguiram esgotar os ingressos e deixar centenas de outros seguidores do lado de fora - o quarteto recebe a atenção da mídia. Gustavo Montesano - ex-integrante da banda Olé Olé - gostou do som da banda e abriu caminho para assinarem seu primeiro contrato com a gravadora EMI.
Assim, em 1987 foi publicado Héroe de Leyenda, um maxi single, um formato muito comum para aquela época na indústria fonográfica espanhola. Deste disco foram vendidos mais de trinta mil cópias e, posteriormente, também foi publicado em CD.
Menos de um ano depois a banda lançou seu seu primeiro LP, El Mar No Cesa, também produzido por Montesano e que imediatamente se converteu em um disco de platina. "Mar adentro" e "Flor Venenosa" passaram a ser canções de referência para o geração jovem do final dos anos 80. Entretanto, o grupo ficou desapontado com a produção do primeiro álbum, excessivamente pop para uma banda que, na verdade, tinha suas raízes no rock. Como anedota fica a surpresa que tiveram quando descobriram que durante as noites, quando o grupo estava ausente, o produtor introduzia no disco arranjos baseados em sons de sintetizadores tratando de dar um enfoque comercial ao álbum. O empenho de Enrique, Juan, Joaquín e Pedro acabou impedindo tal decisão.
Em Calatayud (Zaragoza) foram vistos pelo ex-integrante da banda Roxy Music, Phil Manzanera, que estava vivendo na Espanha e acabava de produzir discos de grupos nacionais. Phil se interessou pelo grupo depois de vê-los se apresentando e decidiu apostar na banda. Phil Manzanera produziria Senderos de Traición (1990). Destacam-se neste disco as canções “Entre Dos Tierras” e “Maldito Duende”. Os primeiros passos internacionais foram uma aposta modesta e feita pouco a pouco no plano de percorrer países como Suíça e sobretudo Alemanha, onde se converteram em um grupo cultuado, sendo neste país tão como famosos como na própria Espanha.
Ao longo de sua existência o grupo conquistou seguidores e se apresentou em diversos países da Europa (Áustria, Bélgica, Escandinávia e outros) e América (Estados Unidos, México, Equador, Argentina, Guatemala, entre outros países).
Durante uma turnê no ano de 1996 (que incluía shows entre os meses de março a setembro) Bunbury, para quem a tour estava se convertendo em um suplício, dedicou momentos para gravar maquetas em diferentes estúdios americanos com a intenção de fazer esses meses mais suportáveis. Na seção espanhola da turnê a banda Héroes del Silencio teve como atração de abertura o grupo colombiano Aterciopelados, para quem Bunbury gravaria posteriormente coros no álbum La Pipa de la Paz (1997).

### Radical Sonora
Bunbury gravou em Los Angeles, San Juan de Puerto Rico e na Cidade da Guatemala. Meses depois viajou para o Marrocos com esse material e ali compôs novos temas e deu forma aos que já havia começado. Com o apoio de Phil Manzanera se mudou para Londres para conceber Radical Sonora (1997), sua álbum debut como cantor solo. Manzanera foi seu produtor. O primeiro disco em carreira solo do cantor o separou totalmente do som da antiga banda, Héroes del Silencio. Sua proposta se aproximava da música eletrônica, música árabe e tecno-rock mais psicodélico, remetendo à grupos como NIN, Depeche Mode ou Massive Attack.
Bunbury arriscou, queria pesquisar sobre novas tendências e sobre ele mesmo, o que resultou em aclamação pela crítica especializada, mas repúdio do público. Na apresentação do novo disco e da turnê no espaço de shows Pabellón Príncipe Felipe, de Zaragoza, Enrique foi fortemente vaiado por um grupo de militantes fanáticos de Héroes del Silencio. A turnê do disco Radical Sonora se converteu em um pesadelo para Bunbury. Quando finalizou a turnê pela Espanha ele estava profundamente depressivo e cogitou a possibilidade em encerrar a carreira. Enrique se sentia incompreendido.
Decidiu então, passado um período de tempo não muito grande, dar um salto no vazio com o álbum Pequeño (1999), um trabalho com ares de cabaret e de sons mediterrâneos, que criou inicialmente com seu último álbum. "Me propus a fazer um disco intimista, e assim nasceu Pequeño".

### Pequeño
Apesar do relativo - mas bem escasso - apoio de marketing de sua gravadora, o álbum Pequeño agradou ao público. Canções como "Infinito" ou "El Viento a Favor" encobriram novamente Bunbury, que voltou ao primeiro plano do cenário musical.
Começou a reconciliar-se com o público e abriu o espectro de seguidores para, além do jovens, um público mais maduro. Pequeño foi disco de platina, como já havia sido Radical Sonora, e com ele conseguiu grande sucesso no México e Argentina, onde Bunbury começava a consolidar-se como um artista cult. Entretanto, o artista recebeu uma indicação ao Grammy Latino na categoria Melhor Interpretação Pop Masculina, prêmio que foi conquistado por Fito Páez, famoso cantor argentino.
Terminada la etapa de Pequeño, Bunbury se fue a Tarragona a componer su tercer disco en estudio. Antes publicó, como regalo para los fans, un directo grabado en el Hard Rock Café de Ciudad de México, Pequeño cabaret ambulante (2000), con el que pretendió reflejar el espíritu de «[...]la gira que más he disfrutado en mi vida.»
Terminada a etapa do álbum Pequeño, Bunbury se fixou em Tarragona para compor seu terceiro disco de estúdio. Antes disso lançou, como presente para o fãs, um disco ao vivo, gravado no Hard Rock Café da Cidade do México, Pequeño Cabaret Ambulante (2000), com o que pretendeu retratar o espírito da turnê que mais se sentiu realizado.

### Flamingos
O artista demorou cerca de nove meses para dar vida ao novo álbum, assim nasceu Flamingos (2002), no qual há canções com mais de 150 faixas de sons. O acompanharam na cidade de Avinyonet de Puigventós (Girona) sua banda de nove músicos e se aproximaram dos estúdios de Music Lan muitos amigos de sua cidade natal. Por ali passaram Jaime Urrutia, Quimi Portet, Shuarma (Elefantes), Carlos Ann, Kepa Junkera, Adrià Puntí, etc. que foram deixando pegadas em um disco denso, marcado pela ruptura matrimonial do cantor, que posa para a capa do disco vestido de boxeador. Oficialmente, a capa é uma homenagem ao boxeador Perico Fernández, mas a mensagem ganha outros significados, Bunbury se sente golpeado, mas tem forças para se levantar e lutar. Na verdade, todo o álbum parece ser um metáfora da sua trágica separação.
A aposta musical de Bunbury dá seus frutos. Em seu lançamento já atinge a marca de vendagens para disco de ouro, além da Espanha, o disco tem excelente acolhida no México e Argentina. As entradas para os primeiros shows em seu país se esgotam rapidamente e em várias capitais mexicanas se forma filas de mais de 4000 pessoas para ter o nome de Bunbury assinado no disco.
Um ano e meio de turnê, mais de 150 shows e cerca de 300 000 disco vendidos na Espanha e América Latina consolidam a figura do cantor em um estrela da música hispana. Entre 2002 e 2003 Bunbury passou pelis principais cenários musicais do México (Auditorio Nacional), Argentina ( Estadio Obras) e Nova York (Central Park). O resultado desta turnê está registrado no DVD Una Cita en Flamingos, publicado em setembro de 2007, que reúne as apresentações e informações sobre a turnê mais importante de sua carreira.

## Prêmios
Em 15 de Setembro de 2018 ganhou o Premios Latinos de Ouro (Latinos de Oro) no Festival Premios Latino em Marbella, Espanha.